# Эпштейн, Израэль
Израэль Эпштейн (англ. Israel Epstein, кит. упр. 伊斯雷尔·爱泼斯坦, пиньинь Yīsīléi'ěr Àipōsītǎn; 20 апреля 1915, Варшава — 26 мая 2005, Пекин) — китайский журналист, коммунист польско-еврейского происхождения.

## Биография
Израэль Эпштейн родился в 1915 году в Варшаве в еврейской семье. Родители Эпштейна участвовали в революционном движении в России. В начале Первой мировой войны отец Эпштейна был послан компанией, в которой он работал, в Японию. Вскоре после его рождения его мать уехала вместе с ним от занявших вскоре Варшаву германских войск и присоединилась к отцу.
В 1917 году семья переехала в Китай. В 1920 году семья поселилась в Тяньцзине. Свою журналистскую работу Эпштейн начал в 15 лет, с 1931 года сотрудничая в англоязычной газете Peking and Tientsin Times. С 1937 года он работал в агентстве UPI.
В последующие годы Эпштейн освещал события японо-китайской войны работая для UPI, журнала Time и New York Times.
В 1934 году женился на Эдит Биховски (Edith Bihovsky Epstein), с которой развелся в начале 1940-х.
В 1939 году Эпштейн вступил в Лигу защиты Китая, основанную Сун Цинлин. В мае 1944 года Эпштейн в качестве иностранного журналиста побывал в Яньане и северо-западной части Шаньси — местах, где находилась штаб-квартира коммунистической Восьмой армии. В том же 1944 году Эпштейн приехал в Великобританию, где женился на Элси Фэйрфакс-Холмли (Elsie Fairfax-Cholmeley). Следующие несколько лет супруги прожили в США.
В 1951 году по приглашению Сун Цинлин Эпштейн вместе с женой вернулся в Китай, чтобы принять участие в учреждении ежемесячного журнала для иностранной аудитории «Китай на стройке» (в 1990 г. журнал переименован на «Китай сегодня»), выходившем на английском, немецком, французском, испанском, арабском и русском языках. Затем Эпштейн был назначен главным редактором этого журнала и занимал этот пост в течение нескольких десятков лет.
Также он участвовал в издании на английском избранных работ Мао Цзэдуна и Дэн Сяопина. В 1957 году получил гражданство КНР. В 1964 году вступил в Коммунистическую партию Китая.
Во время Культурной революции Эпштейн был арестован и провёл пять лет в тюрьме (1969—1973). После его освобождения Чжоу Эньлай, «заговор» против которого вменялся Эпштейну, принёс свои извинения, и Эпштейн оставался коммунистом до самой смерти. В 1983 году был избран членом Народного политического консультативного совета Китая.
Умер и был кремирован в 2005 году. На его похоронах присутствовали многие высокопоставленные государственные деятели Китая, включая Ху Цзиньтао и Вэнь Цзябао.

## Сочинения
- The people’s war. — London: Victor Gollancz Ltd, 1939.
  - Foreign Languages Press, 2003. — ISBN 978-7-119-03471-3.
- The Unfinished Revolution in China. — Boston: Little, Brown and Company, 1947
  - Bombay: People’s Publishing House, Ltd., 1947.
  - Foreign Languages Press, 2003. — ISBN 7-119-03473-1.
- From Opium War to Liberation. — 1954.
  - Peking: New World Press, 1964.
  - Hong Kong: Joint Publishing Co., 1980.
  - China Today Press, 1997.
  - Голландское издание. Van opiumoorlog tot bevrijding. — Amsterdam: Pegasus, 1957.
- Laos in the Mirror of Geneva. — Peking: New World Press, 1961.
- Tibet Transformed. — Beijing: New World. 1983.
- Woman in World History: Soong Ching Ling. — Beijing: New World Press, 1993.
  - Continental Enterprises, 1993.
- My China Eye: Memoirs of a Jew and a Journalist. — 2005.